# Футбол в Албании
Футбол в Албании — самый распространённый в Албании спорт, популярный среди игроков и болельщиков. Управление осуществляет Федерация футбола Албании.

## История футбола
Футбол в Албании появился в начале XX века. Первый официально зафиксированный матч состоялся между студентами христианской миссии в Шкодере. Игра набирала популярность, и в 1919 году появился первый клуб «Влазния». В 1920 году был основан футбольный клуб «Тирана», а 6 июня 1930 года была основана Федерация футбола Албании, вошедшая в состав ФИФА в 1932 году и в состав УЕФА в 1954 году.
Чемпионат Албании стартовал в 1930 году, в нём участвовали шесть клубов (первым чемпионом стал «Тирана»). До настоящего момента чемпионами становились клубы «Динамо» (Тирана), «Влазния», «Партизани», «Скендербеу», «17 Нентори», «Фламуртари» и «Теута». После Второй мировой войны футбол стал народным спортом, и игра развивалась на государственных предприятиях, в школах, деревнях и городах. Из клубов, образованных в послевоенные годы, выделяются «Партизани» и «Динамо», подчинявшиеся Министерству обороны и МВД соответственно. До 1990 года они находились в привилегированном положении, поскольку могли приобретать игроков из других клубов.
Политические и экономические перемены в стране с 1991 года привели к тому, что игроки получили право играть за границей: многие опытные футболисты уехали играть в Грецию, Балканы, Западную Европу и даже Россию. Около 200 футболистов играет за границей.

## Система лиг
Албанская лига делится на 4 лиги: Албанская Суперлига (Высшая категория) была образована в 1930 году и является высшей, получив текущее имя и свой статус в 1998 году. Лига насчитывает 12 команд. Второй лигой по силе является Первая лига (Первая категория), далее идёт Вторая лига (Вторая категория), разделённый на две группы A и B. Третья лига (Третья категория) является самой слабой и близка к любительским чемпионатам. Чемпионы Албании участвуют в Лиге чемпионов УЕФА с первого квалификационного раунда, серебряный призёр отправляется в Лигу Европы УЕФА, в первый квалификационный раунд. Рекордсменом по числу побед в чемпионате является команда «Тирана» (24 титула).
| Уровень | Название                                                                             | Название                                                                             | Название                                                                             | Название                                                                             | Название                                                                             | Название                                                                             | Название                                                                             | Название                                                                             | Название                                                                             | Название                                                                             | Название                                                                             | Название                                                                             |
| 1       | Албанская Суперлига 10 клубов                                                        | Албанская Суперлига 10 клубов                                                        | Албанская Суперлига 10 клубов                                                        | Албанская Суперлига 10 клубов                                                        | Албанская Суперлига 10 клубов                                                        | Албанская Суперлига 10 клубов                                                        | Албанская Суперлига 10 клубов                                                        | Албанская Суперлига 10 клубов                                                        | Албанская Суперлига 10 клубов                                                        | Албанская Суперлига 10 клубов                                                        | Албанская Суперлига 10 клубов                                                        | Албанская Суперлига 10 клубов                                                        |
|         | ↓↑ 2 клуба                                                                           |                                                                                      |                                                                                      |                                                                                      |                                                                                      |                                                                                      |                                                                                      |                                                                                      |                                                                                      |                                                                                      |                                                                                      |                                                                                      |
| 2       | Первая лига 20 клубов, 2 группы по 10 клубов                                         | Первая лига 20 клубов, 2 группы по 10 клубов                                         | Первая лига 20 клубов, 2 группы по 10 клубов                                         | Первая лига 20 клубов, 2 группы по 10 клубов                                         | Первая лига 20 клубов, 2 группы по 10 клубов                                         | Первая лига 20 клубов, 2 группы по 10 клубов                                         | Первая лига 20 клубов, 2 группы по 10 клубов                                         | Первая лига 20 клубов, 2 группы по 10 клубов                                         | Первая лига 20 клубов, 2 группы по 10 клубов                                         | Первая лига 20 клубов, 2 группы по 10 клубов                                         | Первая лига 20 клубов, 2 группы по 10 клубов                                         | Первая лига 20 клубов, 2 группы по 10 клубов                                         |
|         | ↓↑ 2-4 клуба                                                                         |                                                                                      |                                                                                      |                                                                                      |                                                                                      |                                                                                      |                                                                                      |                                                                                      |                                                                                      |                                                                                      |                                                                                      |                                                                                      |
| 3       | Вторая лига 22 клуба + 2 клубных резерва, 2 группы по 12 клубов                      | Вторая лига 22 клуба + 2 клубных резерва, 2 группы по 12 клубов                      | Вторая лига 22 клуба + 2 клубных резерва, 2 группы по 12 клубов                      | Вторая лига 22 клуба + 2 клубных резерва, 2 группы по 12 клубов                      | Вторая лига 22 клуба + 2 клубных резерва, 2 группы по 12 клубов                      | Вторая лига 22 клуба + 2 клубных резерва, 2 группы по 12 клубов                      | Вторая лига 22 клуба + 2 клубных резерва, 2 группы по 12 клубов                      | Вторая лига 22 клуба + 2 клубных резерва, 2 группы по 12 клубов                      | Вторая лига 22 клуба + 2 клубных резерва, 2 группы по 12 клубов                      | Вторая лига 22 клуба + 2 клубных резерва, 2 группы по 12 клубов                      | Вторая лига 22 клуба + 2 клубных резерва, 2 группы по 12 клубов                      | Вторая лига 22 клуба + 2 клубных резерва, 2 группы по 12 клубов                      |
|         | ↓↑ 2 клуба                                                                           |                                                                                      |                                                                                      |                                                                                      |                                                                                      |                                                                                      |                                                                                      |                                                                                      |                                                                                      |                                                                                      |                                                                                      |                                                                                      |
| 4       | Третья лига 11 клубов + 7 клубных резервов, 2 группы из 10 и 8 клубов соответственно | Третья лига 11 клубов + 7 клубных резервов, 2 группы из 10 и 8 клубов соответственно | Третья лига 11 клубов + 7 клубных резервов, 2 группы из 10 и 8 клубов соответственно | Третья лига 11 клубов + 7 клубных резервов, 2 группы из 10 и 8 клубов соответственно | Третья лига 11 клубов + 7 клубных резервов, 2 группы из 10 и 8 клубов соответственно | Третья лига 11 клубов + 7 клубных резервов, 2 группы из 10 и 8 клубов соответственно | Третья лига 11 клубов + 7 клубных резервов, 2 группы из 10 и 8 клубов соответственно | Третья лига 11 клубов + 7 клубных резервов, 2 группы из 10 и 8 клубов соответственно | Третья лига 11 клубов + 7 клубных резервов, 2 группы из 10 и 8 клубов соответственно | Третья лига 11 клубов + 7 клубных резервов, 2 группы из 10 и 8 клубов соответственно | Третья лига 11 клубов + 7 клубных резервов, 2 группы из 10 и 8 клубов соответственно | Третья лига 11 клубов + 7 клубных резервов, 2 группы из 10 и 8 клубов соответственно |

## Кубковые турниры
Кубок Албании по футболу является ведущим кубковым турниром. Он был учреждён в 1939 году. Победитель его отправлялся в Лигу Европы, в первый квалификационный раунд. Рекордсменом по числу побед является клуб «Партизани», 15-кратный обладатель кубка. В 1989 году был учреждён Суперкубок Албании по футболу, который открывал каждый сезон матчем чемпиона и обладателя кубка страны. Рекордсмен — 9-кратный обладатель кубка, «Тирана».

## Сборная
Первый международный матч сборная Албании сыграла в 1946 году против Югославии. Ещё в 1932 году Албания присоединилась к ФИФА, но не смогла принять участие в чемпионате мира 1934 года из-за проблем с логистикой. Первое и единственное на текущий момент участие Албании в турнирах датируется 2016-м годом, когда Албания сыграла три матча на чемпионате Европы, одержав первую победу над Румынией со счётом 1:0 и заняв 3-е место в группе (первый гол сборной забил Армандо Садику). Ведущим игроком сборной и капитаном является Лорик Цана, известный по играм в чемпионате Франции, английском «Сандерленде» и итальянском «Лацио».